# Guillermo Castro
Guillermo Antonio Castro Orellana (San Salvador; 25 de junio de 1940) es un retirado jugador y entrenador de fútbol de El Salvador.

## Trayectoria

### Como jugador
Apodado el Loro, ha jugado sobre todo en el Atlético Marte local, con el que debutó en 1960. También ha pasado por la UES y Juventud Olímpica.

### Como entrenador
Ha estado involucrado con la Asociación de entrenadores de El Salvador durante 30 años y también ha dirigido los equipos de Independiente de 1978 a 1980, el Chalatenango de 1981 a 1982 y en 1992, al Atlético Marte, lo salvó del descenso.

## Selección nacional

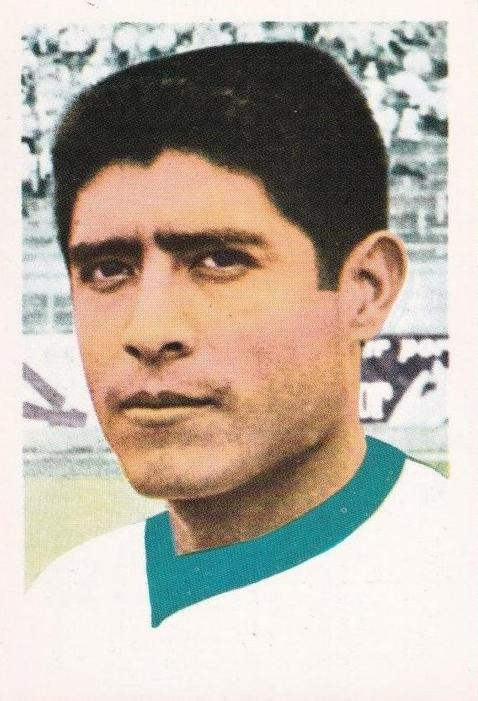
Castro en la selección nacional

Representó a su país en los Juegos Olímpicos de 1968, en cinco partidos de clasificación para la Copa Mundial de 1970 y en esa cita mundialista celebrada en México.

### Participaciones en Juegos Olímpicos
| Torneo                   | Sede   | Resultado    |
| ------------------------ | ------ | ------------ |
| Juegos Olímpicos de 1968 | México | Primera fase |

### Participaciones en Copas del Mundo
| Mundial                        | Sede   | Resultado    |
| ------------------------------ | ------ | ------------ |
| Copa Mundial de Fútbol de 1970 | México | Primera fase |

## Clubes
| Club              | País        | Año       |
| ----------------- | ----------- | --------- |
| Atlético Marte    | El Salvador | 1960-1970 |
| Universidad       | El Salvador | 1971-1972 |
| Atlético Marte    | El Salvador | 1973-1976 |
| Juventud Olímpica | El Salvador | 1976-1977 |

## Palmarés

### Títulos nacionales
| Título           | Equipo         | País        | Año     |
| ---------------- | -------------- | ----------- | ------- |
| Primera División | Atlético Marte | El Salvador | 1968-69 |
| Primera División | Atlético Marte | El Salvador | 1970    |